# Арлас
Пік Арлас (фр. Pic d'Arlas або баск. Arlaz) — гора в  Піренеях, на кордоні Франції та Іспанії. На вершині встановлено металевий будиночок із гравюрою. З вершини видно багато гір Країни Басків, такі як Картчілу, Очоґорріґанью, Орхі, а також пік Ауньяменді та Сум Куї. Пік має 2044 метри і є тринадцятою за висотою горою Країни Басків.

## Розташування
Пік Арлас розташований на іспансько-французькому кордоні, між департаментом Атлантичні Піренеї (фр. Pyrénées Atlantiques) та Наваррою, в кілометрі від перевалу П'єр Сен-Мартен.
Гора замикає ущелину  Барету. Завдяки його ізольованості і правильній формі, Арлас можна побачити прямо з По абоОлорона.

## Маршрути
Сходження на Арлас не являє особливих труднощів і відбувається переважно з перевалу П'єр Сен-Мартен. При цьому можна користуватися французькою картою IGN Top 25 n°1547 OT Ossau-Vallée d'Aspe.

## Фотогалерея

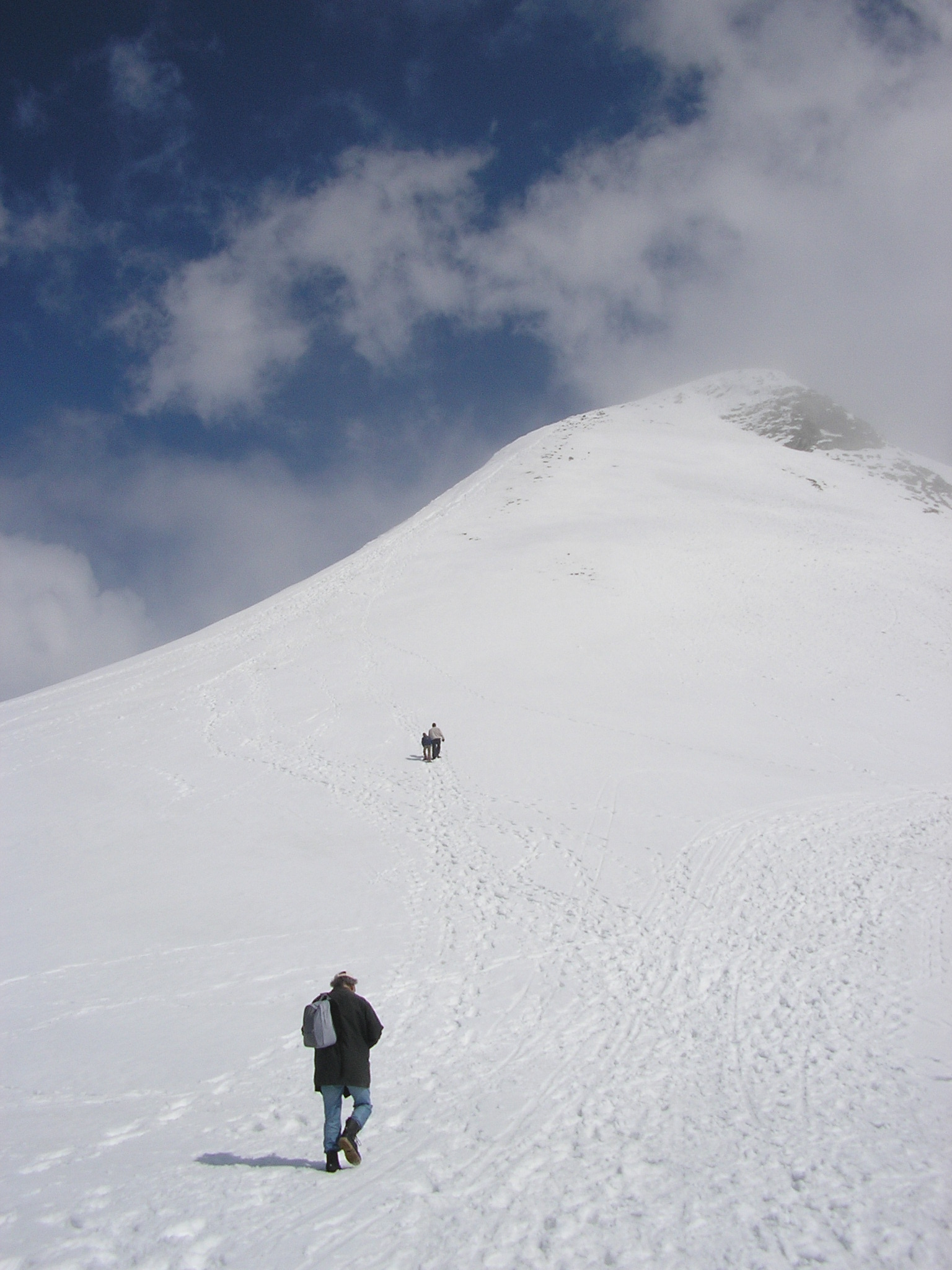
Пік Арлас взимку
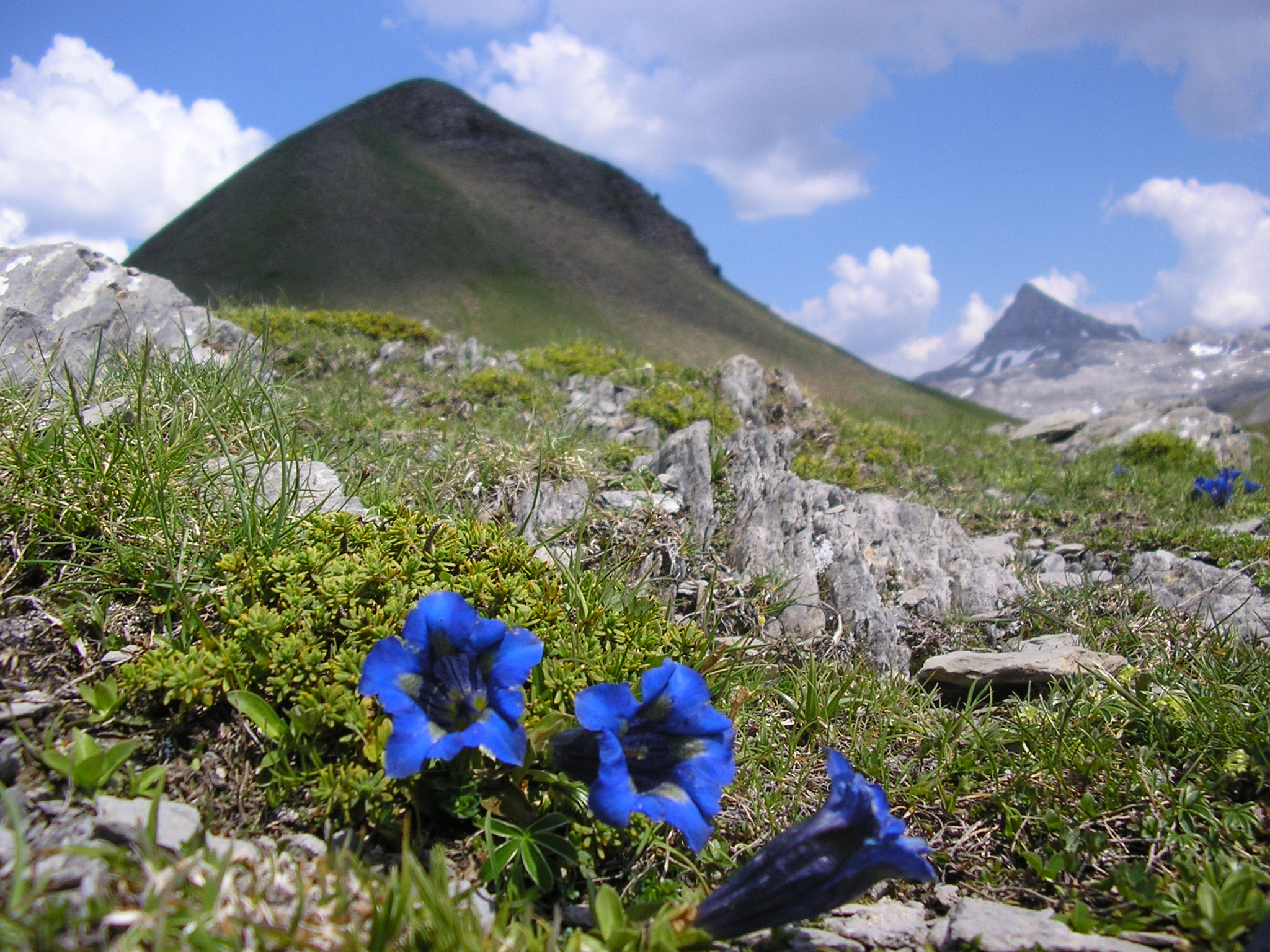
Пік Арлас і пік Ауньяменді влітку
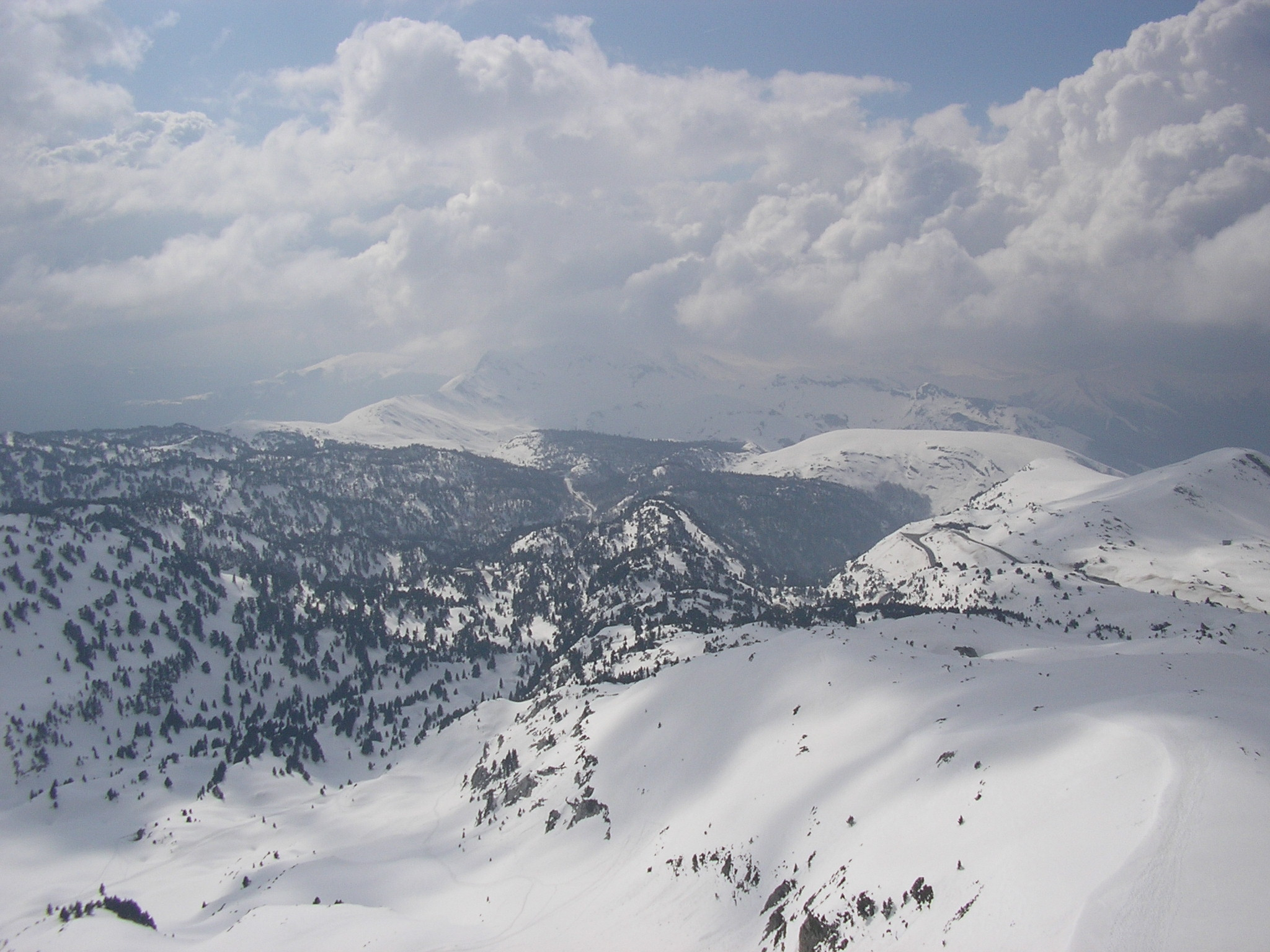
Краєвид на захід, вздовж іспанського кордону з вершини піку Арлас
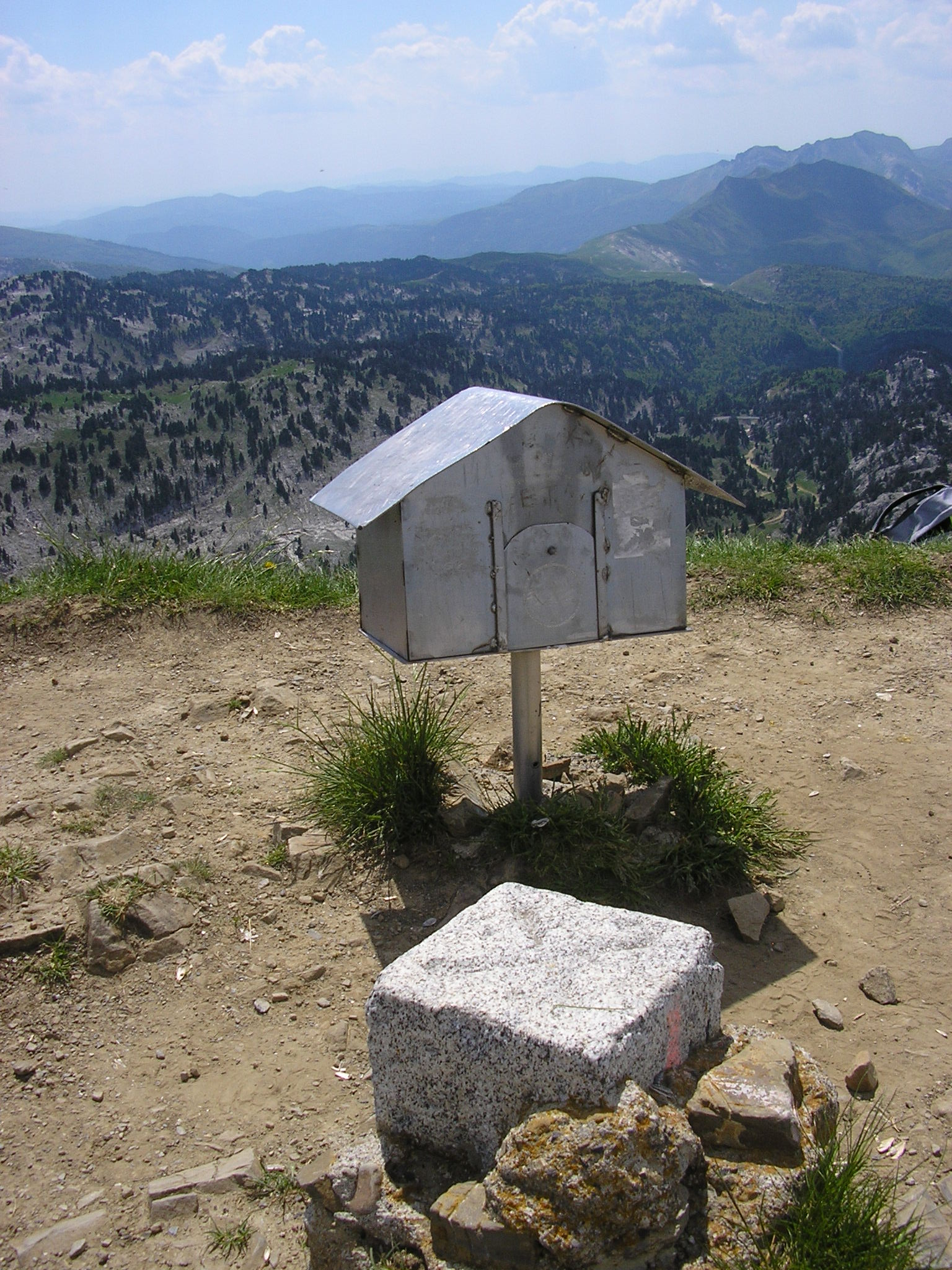
Саморобний будиночок і стовпчик, що позначають кордон  Франції та Іспанії

## Ресурси Інтернету
- Маршрут сходження на Кабалірос [Архівовано 12 березня 2021 у Wayback Machine.]